# 南阳镇 (盐城市)
南阳镇，是中华人民共和国江苏省盐城市大丰区下辖的一个乡镇级行政单位。

## 行政区划
南阳镇下辖以下地区：
通商社区、南阳社区、沿海村、裕海村、黄海村、民心村、东旺村、吉兴村、城乡村、诚心村、广丰村、祥北村、祥南村和祥西村。